# Эдерле, Гертруда
Гертруда Эдерле (англ. Gertrude Ederle; 23 октября 1905[…], Нью-Йорк, Нью-Йорк — 30 ноября 2003, Уайкофф, Нью-Джерси) — американская пловчиха, олимпийская чемпионка. Установила пять мировых рекордов и стала первой женщиной, переплывшей Ла-Манш. Её часто называли «Королевой волн».

## Детство
Гертруда родилась 23 октября 1905 года в Нью-Йорке. Она была третьей из шести детей. Её родители были немецкими иммигрантами. Согласно её автобиографии «Американская девушка» (America’s Girl), её отец держал мясную лавку на Манхэттене. Она научилась плавать в Хайланде, Нью-Джерси, где находился летний коттедж её семьи.

## Карьера

### В любительском плавании
Эдерле тренировалась в Женской плавательной ассоциации, в который состояли знаменитые спортсменки, такие как Этельда Блейбтрей и Эстер Уильямс. Ежегодные взносы в размере 3 долларов позволяли Гертруде плавать в крохотном Манхэттонском бассейне. Однако в автобиографии она писала, что к тому моменту Ассоциация уже стала центром любительского плавания, спорта, который набирал популярность благодаря эволюции купального костюма. Так в 1917 году директор Ассоциации, Шарлотта Эпштейн, требовала от Союза атлетов-любителей признать женское плавание спортом, а в 1919 году добилась от Союза разрешения «женщинам плавать на соревнованиях без чулок, при условии, что они будут быстро надевать халат как только покинут воду». Это было не единственное преимущество от членства в Женской плавательной ассоциации. В Ассоциации был разработан американский вариант кроля. Он был развит Луи Хендли из австралийского кроля. Эту технику потом станет использовать Эдерле. Хендли и Эпштейн сделали женское плаванье видом спорта, с которым приходилось считаться.
Гертруда присоединилась в Ассоциации когда ей было всего 12 лет. В том же году она установила свой первый мировой рекорд во фристайле на 880 ярдов, став самой молодой рекордсменкой в плавании. После этого с 1921 по 1925 она установила ещё несколько мировых и национальных рекордов, в общей сложности 29.

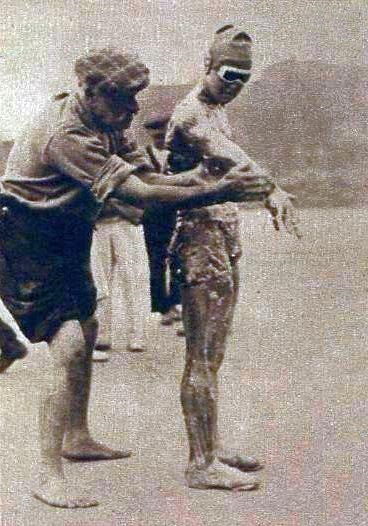
Гертруда со своим тренером, Томасом Бёрджессом

На летних олимпийских играх в Париже Гертруда выиграла золотую медаль как член команды США, которая установила мировой рекорд по времени. Она также получила две бронзовые медали за одиночные заплывы, хотя была одной из главных претенденток на золотые медали. Позже Эдерле скажет, что это было «главным разочарованием во всей её карьере». Однако она была все ещё горда тем, что стала членом американской команды на олимпиаде в Париже. Вместе с ней на тех играх в команду входили: Джонни Вайсмюллер, Бенджамин Спок и Хелен Уиллз-Муди.

### В профессиональном плавании
В 1925 году Эдерле пришла в профессиональный спорт. В том же году она совершила семичасовой заплыв от Бэттери-парк до Санди-Хук, установив мировой рекорд. Этот рекорд принадлежал ей 81 год.
Женская плавательная ассоциация спонсировала её и другую спортсменку, Хелен Вайнврайт, которые были намерены переплыть Ла-Манш. Однако Хелен в последний момент пришлось отказаться от задуманного из-за полученной травмы. Тогда Гертруда решила плыть одна. К этому событию она готовилась под руководством Якоба Вульфа, который в прошлом совершил 22 попытки переплыть Ла-Манш. Однако тренировки шли не совсем удачно. Вульф постоянно говорил Гертруде плыть медленнее, потому что считал, что она никогда не сможет преодолеть Ла-Манш на большой скорости. В августе 1925 года Гертруда предприняла первую попытку преодолеть пролив. Однако Вульф помешал ей закончить свой заплыв, в какой-то момент приказав пловцу из команды поддержки вытащить Эдерле из воды. По словам Гертруды она вовсе не тонула, а отдыхала, плавая лицом вниз. 

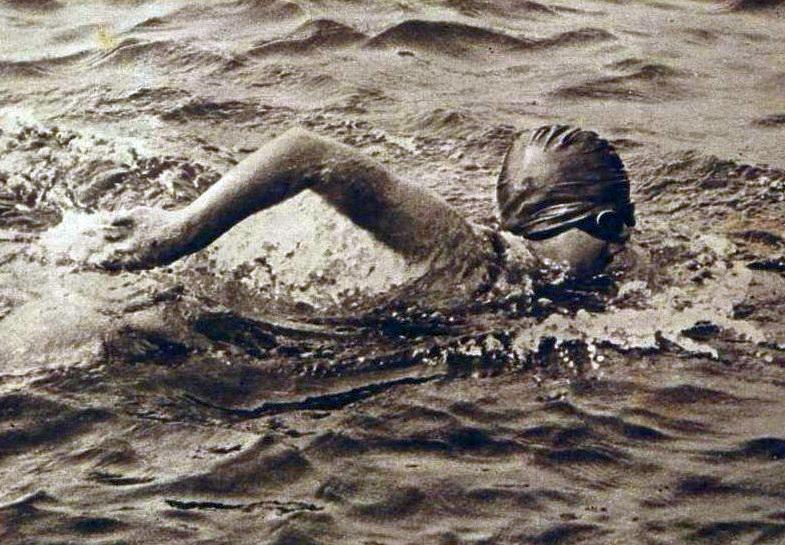
Гертруда преодолевает Ла-Манш

После этого Эдерле отказалась от помощи Вульфа и начала тренировки под руководством Томаса Бёрджесса, который успешно проплыл Ла-Манш в 1911 году. Через год после своей первой попытки преодолеть пролив, Гертруда вернулась к Ла-Манш и на этот раз её ждал успех (6 августа). Только пять человек до неё смогли преодолеть это расстояние. Лучшее время составляло 16 часов 33 минуты. Гертруда вышла на берег через 14 часов 34 минуты после того, как начала свой заплыв. Первым, кто встретил её на берегу был сотрудник иммиграционной службы, который попросил у неё паспорт. Когда Гертруда вернулась домой, в её честь устроили парад на Манхэттене.

## Смерть
У Гертруды с детства были проблемы со слухом, и к 1940-м годам она почти полностью лишилась его. Тогда она начала учить плаванью глухих детей. Она умерла в 2003 году в возрасте 98 лет и была похоронена на кладбище Нью-Йорка.

## Память
В 2023 году был снят художественный фильм-биография Девушка и море.